# Robert M. Price
Robert McNair Price (né le 7 juillet 1954 dans l'État du Mississippi), surnommé « The Bible Geek », est professeur de théologie et d'études bibliques au Johnnie Colemon Theological Seminary, une école non agréée de Carol City, en Floride, dirigée par une organisation adepte de la Nouvelle Pensée, the Universal Foundation for Better Living. Sceptique de la religion, surtout par rapport aux croyances chrétiennes orthodoxes, et se décrivant à l'occasion comme un « athée chrétien » au cours des interviews, il est un ancien membre du Jesus Seminar et l'organisateur d'une communauté sur Internet destinée à ceux qui s'intéressent à l'histoire du christianisme. 
Il a édité le Journal of Higher Criticism, aujourd'hui disparu, et, outre de nombreux ouvrages et articles sur la religion, il a abondamment écrit à propos de Howard Phillips Lovecraft et du mythe de Cthulhu. 

## Arrière-plan
Ancien ministre baptiste dans le New Jersey, Price dispose à la fois d'un doctorat en théologie (Drew University, 1981), ainsi que d'un doctorat en Nouveau Testament (Drew, 1993). 
Se décrivant comme humaniste, il est membre de l'Église épiscopale des États-Unis et entretient des relations amicales avec des chrétiens fondamentalistes en dehors de son travail universitaire. Il est également lié d'amitié avec le pasteur et écrivain évangéliste Greg Boyd (lequel n'est pas fondamentaliste), et a tenu avec lui de nombreuses discussions publiques concernant l'historicité de Jésus.

## Écrits sur la religion
Dans des livres comme The Incredible Shrinking Son of Man et Deconstructing Jesus, Price combat le littéralisme biblique et plaide pour une approche plus sceptique et plus humaniste du christianisme. Il remet en question l'idée d'un Jésus historique ; dans le documentaire The God Who Wasn't There, il soutient une variante du mythe de Jésus, suggérant que les premiers chrétiens ont adopté pour modèle du personnage des mythes méditerranéens populaires à l'époque d'un sauveur mourant et ressuscitant, comme le mythe de Dionysos. Il fait valoir que de telles comparaisons étaient connues à l'époque ; d'ailleurs Justin Martyr, un des premiers Pères de l'Église, avait admis ces similitudes. Price suggère que le christianisme a simplement adopté des thèmes provenant d'histoires d'un dieu qui mourait et ressuscitait et les a complétés avec d'autres thèmes (ne pas mourir après une crucifixion, des tombeaux vides, des enfants victimes de tyrans etc.) issus de récits populaires de l'époque, pour les fondre avec ce qu'on racontait sur le Christ. Il a fait valoir qu'on pouvait presque complètement reconstituer les détails de l'Évangile au moyen d'un Midrash (Haggadah) en s'appuyant sur la Septante, Homère, Les Bacchantes d'Euripide, et Flavius Josèphe.
Price ne voit pas dans le Document Q une source fiable pour le Jésus historique, tout simplement car Q montre partout une saveur amère et cynique, ce qui ne laisserait pas entrevoir un sage unique qui se cacherait derrière. Price reconnaît qu'en dehors du Nouveau Testament il existe un petit nombre de sources anciennes (Tacite par exemple) qui témoigneraient que Jésus-Christ était une personne ayant vécu réellement. Cependant, Price souligne que, même en admettant l'authenticité de ces références, elles rapportent au plus les revendications des chrétiens qui vivaient à l'époque concernant Jésus, et ne prouvent nullement que Jésus aurait été contemporain des écrivains de l'antiquité.

### Livres sur la religion
- The Widow Traditions in Luke-Acts: A Feminist-Critical Scrutiny Society of Biblical Literature.  (ISBN 0-7885-0224-7) (Mar 1997).
- The Evolution of the Pauline Canon, in Hervormde Teologiese Studies, Number 1&2 June 1997, 36-67
- Mystic Rhythms: The Philosophical Vision of Rush Borgo Press.  (ISBN 1-58715-102-2). with Carol Selby Price (1 Nov 1998)
- Deconstructing Jesus Prometheus Books.  (ISBN 1-57392-758-9). (20 Mar 2000).
- The Incredible Shrinking Son of Man: How Reliable is the Gospel Tradition? Prometheus Books.  (ISBN 1-59102-121-9). (20 Dec 2003)
- The Empty Tomb: Jesus Beyond The Grave Prometheus Books.  (ISBN 1-59102-286-X) edited with Jeffery Jay Lowder (20 April 2005) with the following articles: "Introduction: The Second Life of Jesus," "Apocryphal Apparitions: 1 Corinthians 15:3-11 as a Post Pauline Interpretation" and "By This Time He Stinketh: The Attempts of William Lane Craig to Exhume Jesus."
- The Da Vinci Fraud: Why the Truth Is Stranger than Fiction Prometheus Books.  (ISBN 1-59102-348-3).  (20 Sep 2005).
- The Reason Driven Life: What Am I Here on Earth For? Prometheus Books.  (ISBN 1-59102-476-5).  (1 Sep 2006).
- The Pre-Nicene New Testament: Fifty-four Formative Texts Signature Books  (ISBN 1-56085-194-5). (30 Oct 2006)
- The Paperback Apocalypse: How the Christian Church was Left Behind Prometheus Books.  (ISBN 1-59102-583-4).  (1 Sept 2007).
- Jesus is Dead American Atheist Press  (ISBN 1-57884-000-7). (30 April 2007).
- Top Secret: The Truth Behind Today's Pop Mysticisms Prometheus Books.  (ISBN 1-59102-608-3) (8 April 2008)
- Beyond Born Again: Towards Evangelical Maturity Wildside Press.  (ISBN 1-4344-7748-7) (30 Oct 2008).
- Inerrant the Wind: The Evangelical Crisis of Biblical Authority Prometheus Books.  (ISBN 1-59102-676-8) (1 Dec 2008).
- The Case Against The Case For Christ: A New Testament Scholar Refutes the Reverend Lee Strobel, American Atheist Press.  (ISBN 1-57884-005-8) (15 Feb 2010)
- Chapter "Jesus: Myth and Method" in The Christian delusion edited by John W. Loftus Amherst, NY Prometheus Books 2010  (ISBN 1-61614-168-9)
- Jesus Christ Superstar: The Making of a Modern Gospel. eBookIt (1 April 2011)
- Paul: The Lost Epistles eBookIt.com (21 July 2011)
- The Christ-Myth Theory and Its Problems American Atheist Press.  (ISBN 1-57884-017-1) (1 August 2011)
- The Amazing Colossal Apostle: The Search for the Historical Paul Signature Books  (ISBN 1-56085-216-X) (15 February 2012)
- Bart Ehrman and the Quest of Historical Jesus of Nazareth: An Evaluation of Ehrman's Did Jesus Exist?  (ISBN 978-1-57884-019-9) edited with Frank R. Zindler the following articles, "Introduction: Surprised by Myth" and "Bart Ehrman: Paradigm Policeman." American Atheist Press 2013 (16 Apr 2013)
- Killing History: Jesus In The No-Spin Zone, Prometheus Books  (ISBN 978-1-61614-967-3) (2 September 2014)
- Avant-propos de Beyond the Crusades, American Atheist Press (2016) by Michael Paulkovich  (ISBN 1-57884-033-3)

## Spécialiste de Lovecraft et du mythe de Cthulhu
En tant qu'éditeur de la revue Crypt of Cthulhu (publiée par Necronomicon Press) et d'une série d'anthologies du mythe de Cthulhu,,, Price a été pendant de nombreuses années un personnage majeur chez ceux qui étudiaient Lovecraft et dans son fandom. Dans des essais qui présentent les collections et les histoires individuelles se rattachant au mythe de Cthulhu, Price retrace les motifs et styles littéraires de Lovecraft et de divers autres écrivains ainsi que les origines des entités créées dans le cadre du mythe. Le cycle de Cthulhu, par exemple, fait remonter les origines de l'entité octopode au poème The Kraken de Lord Alfred Tennyson et certains passages de Lord Dunsany, tandis que Le cycle de Dunwich évoque l'influence d'Arthur Machen sur L'Abomination de Dunwich de Lovecraft.
Les connaissances de Price en religion ont souvent influencé sa critique des mythes, car il retrouve des thèmes gnostiques dans Azathoth, le dieu fictionnel de Lovecraft, et il voit dans Le Cauchemar d'Innsmouth une sorte de rituel d'initiation.

## Autres travaux
Price dirige également The Bible Geek, une émission radiodiffusée qui permet aux gens de « poser au Bible Geek » des questions auxquelles il répondra. 
En 2005, il est apparu dans le film documentaire de Brian Flemming The God Who Wasn't There. Depuis 1994 il est rédacteur en chef du Journal of Higher Criticism. 
En 2010, après le départ de D.J. Grothe, Price est devenu l'un des trois nouveaux présentateurs de Point of Inquiry (le balado du Center for Inquiry). Après être apparu deux fois dans ce spectacle en tant qu'invité, c'est lui qui est maintenant l'hôte d'environ un quart des nouveaux épisodes du balado.